# Thermo plastic
『thermo plastic』（サーモ プラスチック）は、日本の歌手hitomiの4枚目のアルバムである。1999年10月13日発売。発売元はavex trax。

## 概要
- 前作から約2年ぶりのオリジナル・アルバムとなった。
- 小室ファミリーから離れた初めてのアルバムで、渡辺善太郎、長尾大などを起用し、ポップ・ロック向きの楽曲が中心となっている。
- 初回限定盤のみボーナストラックとして「君のとなり」のアコースティックバージョンを収録、透明ブルーのCDトレイ、ピクチャーレーベル仕様。また、規格番号がAVCD-11743Aとなっている。

## 収録曲
1. L'utero (2:12)
作詞：hitomi、作曲・編曲：渡辺善太郎
2. Gamble (4:47) 
作詞：hitomi、作曲：長尾大、編曲：渡辺善太郎
3. 君のとなり (4:07)
作詞・作曲：hitomi、編曲：吉俣良
14thシングル
4. Bird (3:53)
作詞：hitomi、作曲・編曲：渡辺善太郎
5. WISH (4:42)
作詞：hitomi、作曲：長尾大、編曲：渡辺善太郎
6. 甘い涙 (4:54)
作詞：hitomi・新地佳代子、作曲：長尾大、編曲：hitomi・竹林一敏
7. re-make (4:21)
作詞：hitomi、作曲・編曲：渡辺善太郎
8. MADE TO BE IN LOVE (4:54)
作詞：hitomi、作曲：hitomi・長尾大、編曲：渡辺善太郎
9. a little (I need everything) (5:21)
作詞：hitomi、作曲・編曲：tatsumi@moritoki.com
10. there is... (4:47)
作詞：hitomi、作曲：長尾大、編曲：渡辺善太郎
15thシングル
11. UNDER THE SUN (5:04)
作詞：hitomi、作曲：長尾大、編曲：渡辺善太郎
カシオ計算機「カシオ・プレッツ」CMソング
12. 体温 (4:47)
作詞：hitomi、作曲・編曲：渡辺善太郎
16thシングル
13. 君のとなり (Bonus Track) (3:47)
作詞・作曲：hitomi、編曲：吉俣良
14thシングルのアコースティックバージョン。初回限定盤のボーナストラックのみの収録で、後にベストアルバム『SELF PORTRAIT』に(Thermo plastic version)と題して再び収録された。